# Лютик азиатский
Лю́тик азиа́тский, или Лютик садовый (лат. Ranúnculus asiáticus) — травянистое растение семейства Лютиковые, вид рода Лютик, происходящее из Восточного Средиземноморья, Юго-Западной Азии, Юго-Восточной Европы (Карпаты, Крит, Родос) и Северо-Восточной Африки.

## Биологическое описание
Многолетнее травянистое растение высотой до 45 см с прямым или разветвлённым стеблем.
Листья покрыты пушком.
Цветки диаметром 3—5 см могут иметь различную окраску.

## Использование
Культурные махровые формы-гибриды, выведенные с помощью селекции,  популярны как декоративное садовое растение и широко используются во флористике.

## Признание
1 марта 2023 года Canada Post, почтовая администрация Канады, выпустила почтовую марку с изображением Ranunculus asiaticus. Марка выпускалась в буклетах и рулонах, а также в виде сувенирного листа.